# Ostrów Wartski (gmina)
Ostrów Wartski – dawna gmina wiejska istniejąca do 1937 roku w woj. łódzkim (II Rzeczpospolita). Nazwa gminy pochodzi od wsi Ostrów Wartski (obecna pisownia Ostrów Warcki), lecz siedzibą władz gminy było Jeziorsko.
W okresie międzywojennym gmina Ostrów Wartski należała do powiatu tureckiego w woj. łódzkim. Gminę zniesiono 1 października 1937 roku w związku z reformą gminną przeprowadzoną na terenie powiatu tureckiego w 1937 roku, polegającą na zniesieniu 16 gmin wiejskich, a w ich miejsce utworzeniu 7 nowych. Obszar zniesionej gminy Ostrów Wartski wszedł w skład nowych gmin Jeziorsko i Dobra.
Zobacz też: gmina Ostrów